# Johann Joseph Mannebach

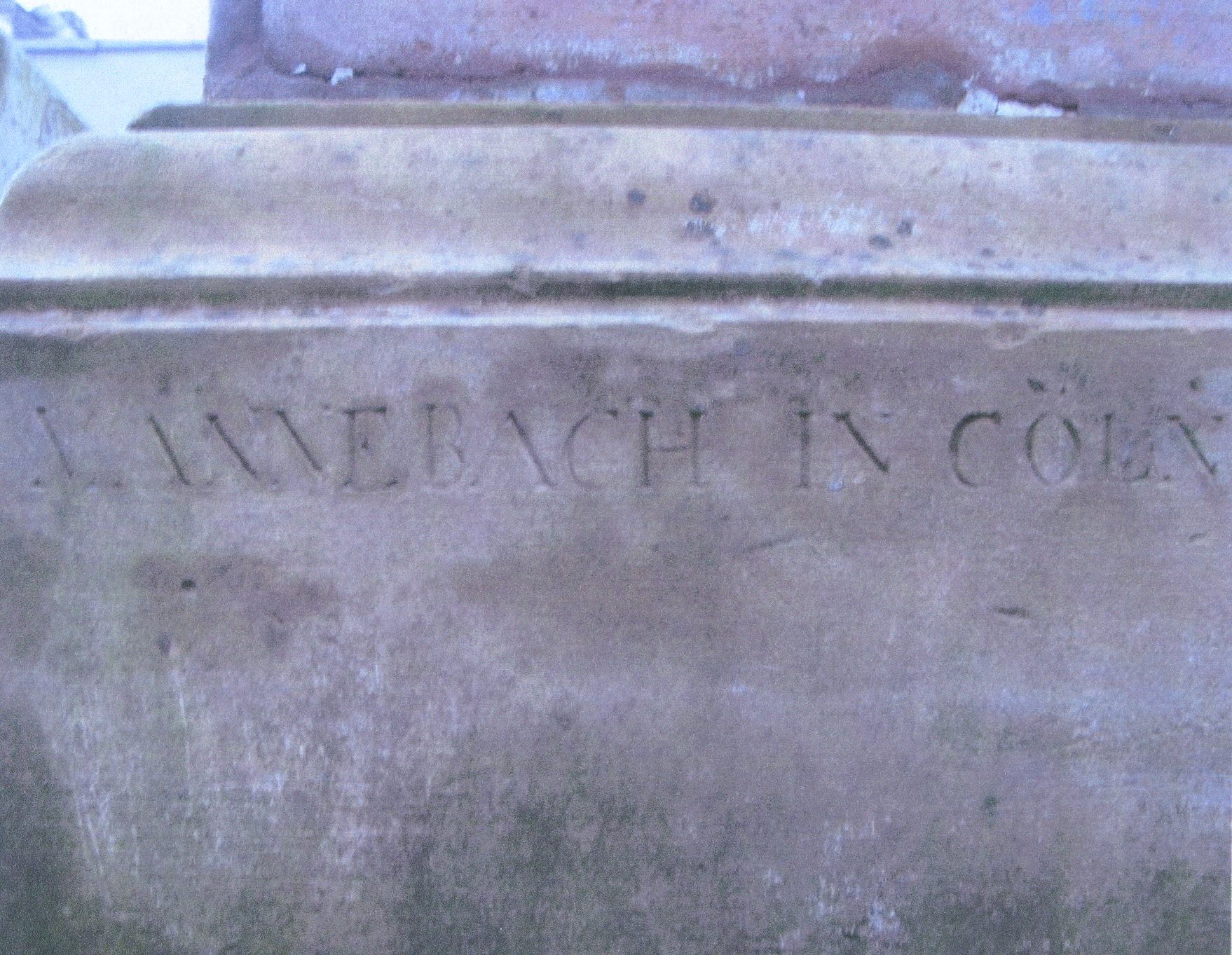
Signatur „MANNEBACH IN CÖLN“ am Grab J. W. Zanders auf dem Friedhof der Gnadenkirche in Bergisch Gladbach

Johann Joseph Mannebach (* 1765 in Köln; † 4. Juli 1832 ebenda) war ein deutscher Bildhauer und Steinmetz.

## Leben
Johann Joseph Mannebach war der Sohn eines Niedermendiger Steinhauers. Nach seiner Steinmetz- und Bildhauerausbildung war er zunächst in Wien tätig, bevor er in Köln ein Atelier für Bildhauerarbeiten eröffnete. Gemäß den Kölner Adressbüchern ist er zumindest von 1822 bis 1835 mit seiner Werkstatt in der Severinstraße 203 nachweisbar gewesen. Als er im Alter von 67 Jahren verstarb, ging seine Werkstatt an seinen Sohn, den Bildhauer Johann Louis Peter Mannebach (1797–1842) über.
Mannebach war mit Antonia Quadt von der Landskron verheiratet, die aus einem alten Wiener Adelsgeschlecht stammte. Mit ihr hatte er zwei Kinder.

## Werke (Auswahl)
Melaten-Friedhof in Köln-Lindenthal
Johann Joseph Mannebachs Grabmäler auf dem Melaten-Friedhof gehören zu den frühesten Bildhauerarbeiten, die dort aufgestellt wurden. Anhand ihrer Schmuck- und Formensprache kann man noch den Bezug zu dem schon ausklingenden Klassizismus, aber auch den formalen Zusammenhang mit dem aufkommenden Historismus feststellen. Ferdinand Franz Wallraf, der von der Kölner Stadtverwaltung mit der Gestaltung des Friedhofs beauftragt wurde, wusste Mannebachs Bildhauer- und Steinmetzarbeiten sehr zu schätzen.
- 1818: Grabmal Jakob Heister (1780–1815), (Lit. I, Nr. 562) – war Prof. der Naturwissenschaften in Köln
- 1818/19: Grabmal Joseph Claudius Rougemont (1756–1818), (Lit. A, Nr. 222–223) – war Leibwundarzt des Kurfürsten Max Friedrich und Prof. an der kurfürstlichen Akademie in Bonn[7]
- 1819/20: Grabmal Maria Catherina Urbach (1794–1819), (Lit. A, Nr. 273–274) – war Ehefrau des Kölner Weinhändlers Caspar Joseph Urbach[8]
- 1825: Grabmal Silvester Heukeshoven (1747–1825), (Lit. I, Nr. 573–574) – war Ratsverwalter, Steinmetz und Geschworener Taxator (Sachverständiger) am Hohen Weltlichen Gericht in Köln[9]
- 1825/26: Grabmal Franz Heinrich Richrath (1760–1823), (Lit. A, Nr. 485–487)

Zum ältesten Teil des Friedhofs Melaten gehört auch die entlang der Aachener Straße führende Einfriedungsmauer mit den entsprechenden Torbauten. Die dort vorzufindenden Inschriften gehen auf Wallraf zurück und sind durch Mannebach in den Stein geschlagen worden. Die Inschriften lauten wie folgt: „HAVE IN BEATIUS AEVUM SEPOSTA SEGES“ („Gruß Dir, auf bessere Zukunft gesäte Saat“) bzw. „TRANSI NON SINE VOTIS MOX NOSTER“ (Geh nicht vorüber ohne Gebete, Du, bald der Unsrige).
Geusenfriedhof in Köln-Weyertal
- 1826: Grabmal Abraham Friederich Chasté (1788–1826) – war Königlich Preußischer Oberpost-Direktor
- 1827: Grabmal Charlotte Sofie Luisa Freifrau von Benekendorff, geb. von der Osten (1752–1827)  – war Ehefrau des Majors Hans Friedrich von Benekendorff[10]

Friedhof an der Gnadenkirche in Bergisch Gladbach
Obwohl außer dieser hier angeführten Arbeit kein weiterer bildhauerischer Nachweis außerhalb von Köln angeführt werden kann, ist davon auszugehen, dass er auch in anderen Städten entsprechende Aufträge angenommen hat.
- 1831: Grabmal Johann Wilhelm Zanders (Papierfabrikant, 1795) – war Unternehmer und Papierfabrikant in Bergisch Gladbach

## Bilder von Grabsteinen
Die nachfolgenden Grabsteine auf Melaten stehen unter Denkmalschutz.

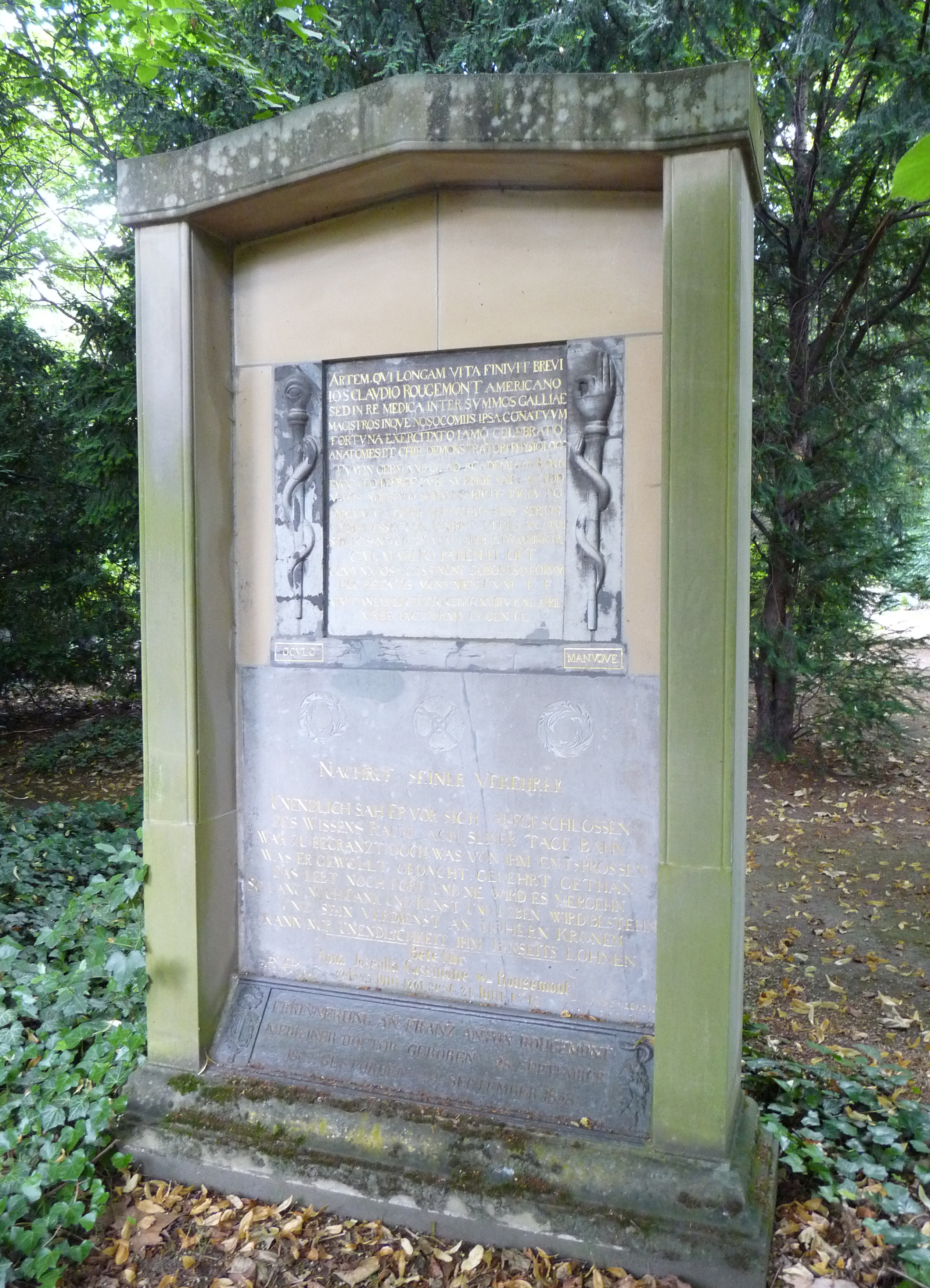
Ädikulaartige Stele, Lit.A, Nr. 222-223
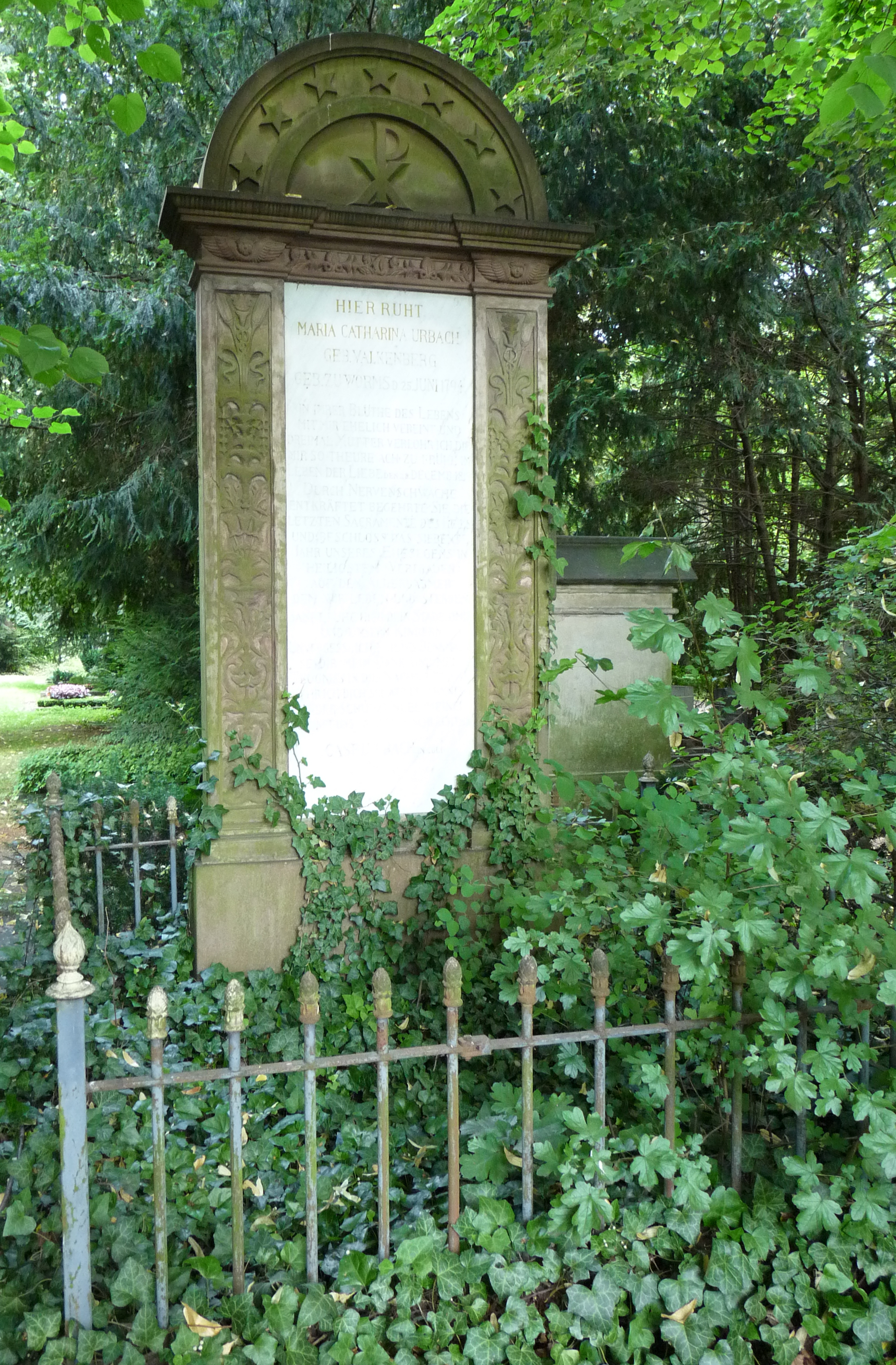
Ädikulaartige Stele, Lit.A, Nr. 273-274
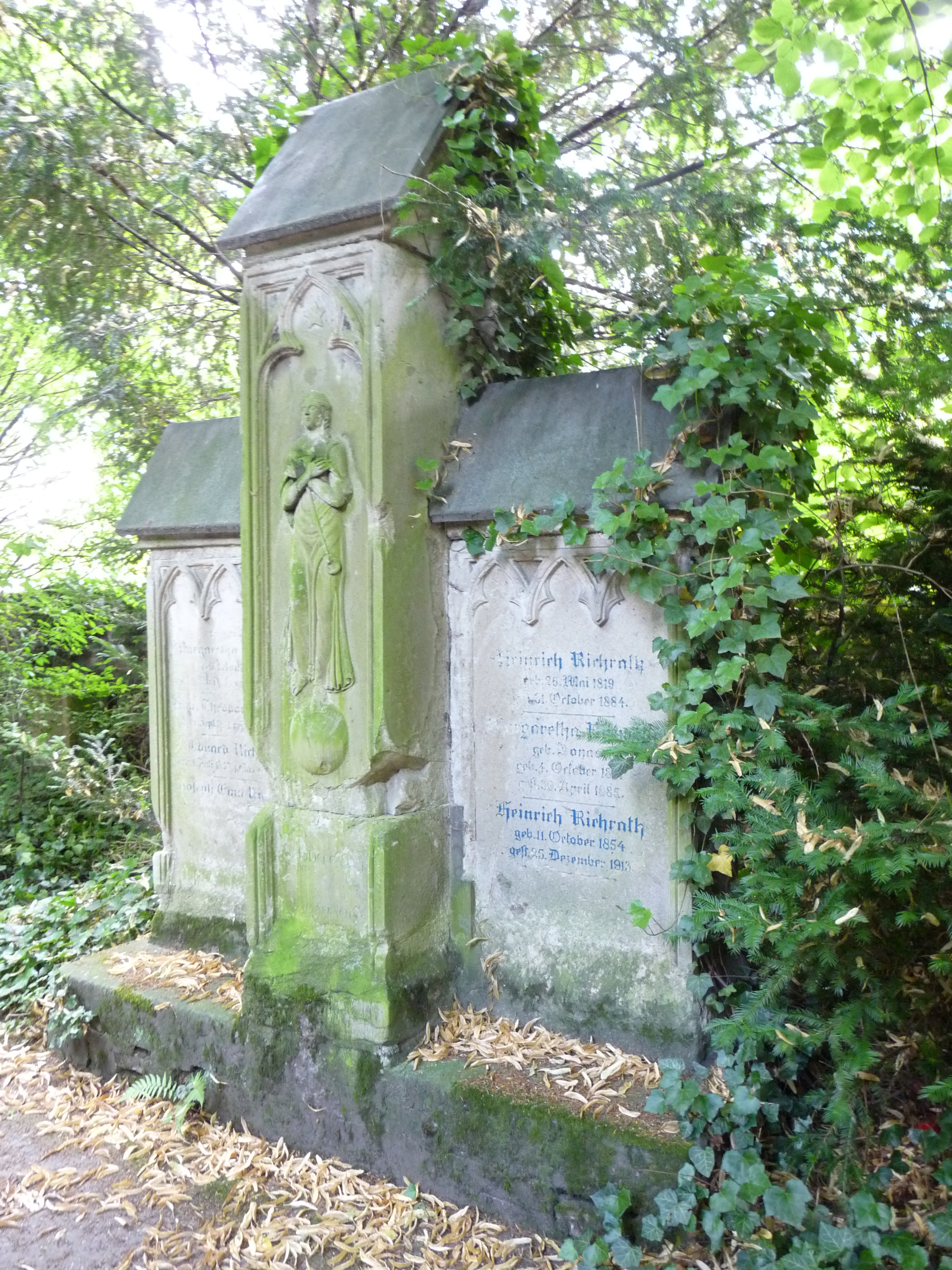
Hochstele mit Wangen, Lit.A, Nr. 485-487